# Myoch'ŏng
Myoch'ŏng (en coréen : 묘청) est un moine bouddhiste coréen de la période Koryŏ, mort en 1135. Figure importante du bouddhisme coréen, et très influent auprès de familles aristocratiques, il s'oppose à la monté en puissance du confucianisme à la même époque, qu'il accuse de saper les fondements de la société coréenne. 
Disant se baser sur la lecture de forces telluriques, il cherche à faire transférer la capitale coréenne de Kaesŏng à P'yŏngyang, et pousse le roi Injong à déclarer la guerre à la dynastie Jin. Face au refus de celui-ci, Myoch'ŏng mène une révolte infructueuse en 1135, réprimée par Kim Pusik. Celle-ci est très suivie par l'aristocratie, assez mécontente du pouvoir royal. À la suite de sa révolte, et afin d'apaiser les familles aristocratiques qui le soutenaient, il est décidé d'augmenter le nombre de membres dans les différents conseils de l'administration.

## Sources